# Feira Nova do Maranhão
Feira Nova do Maranhão là một đô thị thuộc bang Maranhão, Brasil. Đô thị này có diện tích 1473,272 km², dân số năm 2007 là 7570 người, mật độ 5,14 người/km².